# 中國東南地區數學奧林匹克
中國東南地區數學奧林匹克，簡稱東南數奧，是中國東南部福建、浙江、江西合辦的數學競賽，由中國東南地區數學奧林匹克組委會主辦。早期參賽者為高一學生。參賽隊伍主要是來自閩浙贛三省中學的代表隊，也有上海、廣東、香港、澳門、台灣等地及泰國、菲律賓、馬來西亞等外國的代表隊。每隊由4名高一升高二以下的學生組成。競賽在每年7、8月間舉行。從2014年起，增設高二組別競賽。高二組別的每一隊，由4名高二升高三以下的學生組成。2019年起，更名為中國東南地區數學夏令營。

## 緣起
舉辦比賽的起因，在於從1986年中國正式參賽直到2003年，這三省僅有三名學生獲選進國際數學奧林匹克的中國代表隊（福建兩人，江西一人）。為了促進三地數學奧林匹克的交流，培養學生進入國家隊，三省重點中學合作，從2004年起舉辦比賽，輪流由三省數學學會和中學承辦。
中國數學會普及工作委員會主任、中國數學奧林匹克委員會副主席裘宗滬，倡導成立東南數學協調機制，三省各七所中學合組為聯盟校，在每年暑假舉行數學活動，有數學競賽、講座、文化交流等，由各聯盟校輪流承辦。
2010年競賽，由SMO臺灣組委會、九章數學教育基金會、彰化師範大學數學系承辦，在臺灣的彰化縣舉行，實現了兩岸數學競賽的合作。
2020年競賽，受新冠疫情影響，競賽以虛擬形式舉行，設有主會場及分會場，絕大部分選手在各個分會場比賽。

## 比賽形式
比賽分兩日進行，每日在4小時內解答4道題，都是證明題，每題15分。
高一和高二組別各設有一、二、三等獎和團體獎。

## 歷屆賽事
| 屆數 | 年份 | 城市     | 承辦學校             | 日期           |
| ---- | ---- | -------- | -------------------- | -------------- |
| 1    | 2004 | 浙江溫州 | 溫州中學             | 7月8日—13日    |
| 2    | 2005 | 福建福州 | 福州一中             | 7月8日—13日    |
| 3    | 2006 | 江西南昌 | 南昌二中             | 7月25日—30日   |
| 4    | 2007 | 浙江寧波 | 鎮海中學             | 7月25日—30日   |
| 5    | 2008 | 福建龍岩 | 龍岩一中             | 7月26日—30日   |
| 6    | 2009 | 江西南昌 | 江西師範大學附屬中學 | 7月25日—30日   |
| 7    | 2010 | 臺灣彰化 | 鹿港高中             | 8月16日—22日   |
| 8    | 2011 | 浙江寧波 | 北侖中學             | 7月25日—30日   |
| 9    | 2012 | 福建莆田 | 莆田一中             | 7月25日—30日   |
| 10   | 2013 | 江西鷹潭 | 鷹潭一中             | 7月25日—30日   |
| 11   | 2014 | 浙江杭州 | 富陽中學             | 7月25日—30日   |
| 12   | 2015 | 福建福安 | 福安一中             | 7月25日—30日   |
| 13   | 2016 | 江西南昌 | 莲塘一中             | 7月30日—8月4日 |
| 14   | 2017 | 江西玉山 | 玉山县第一中学       | 7月28日—8月2日 |
| 15   | 2018 | 福建晋江 | 养正中学             | 7月28日—8月2日 |
| 16   | 2019 | 江西吉安 | 吉安一中             | 7月28日—8月2日 |
| 17   | 2020 | 浙江诸暨 | 海亮高级中学         | 8月5日—8日     |
| 18   | 2021 | 江西南昌 | 南昌二中             | 7月26日—31日   |
| 19   | 2022 | 江西吉安 | 江西省白鹭洲中学     | 7月30日—8月5日 |
| 20   | 2023 | 浙江温州 | 温州育英实验学校     | 7月28日—8月2日 |
| 21   | 2024 | 浙江温州 | 國科溫州附屬高中     | 7月28日—8月2日 |

## 外部連結
- 第五屆比賽網站